# Sitticus fasciger
Sitticus fasciger là một loài nhện trong họ Salticidae.
Loài này thuộc chi Sitticus. Sitticus fasciger được Eugène Simon miêu tả năm 1880.